# 丈部稲麻呂
丈部 稲麻呂（はせつかべ の いなまろ、生没年不詳）は、奈良時代の防人。

## 経歴・人物
駿河国の人物。天平勝宝7歳（755年）2月、防人として筑紫に派遣された際、筑紫に向かう道中で父母を思い詠んだ歌が『万葉集』に1首入集。

## 歌
- 父母が 頭かき撫で 幸くあれて 言ひし言葉ぜ 忘れかねつる[2]